# Steinbach (Johanngeorgenstadt)

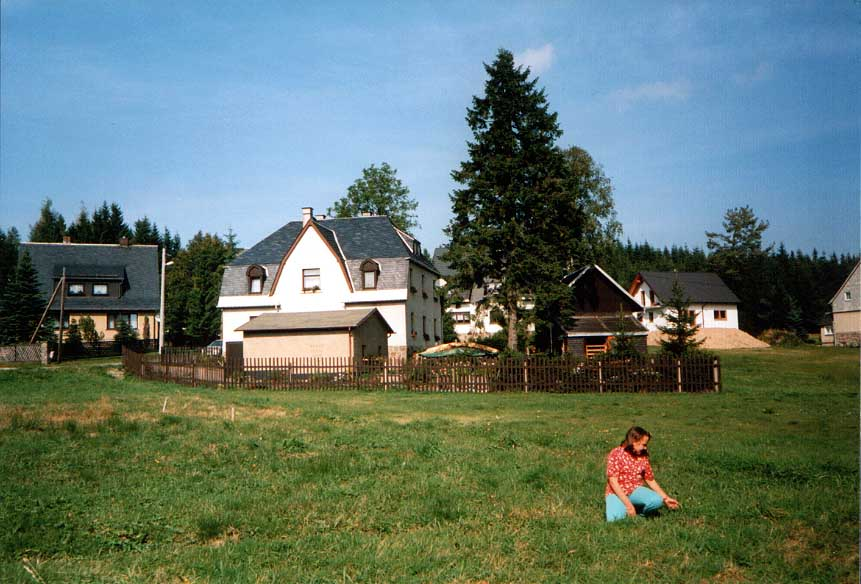
Motiv aus Steinbach

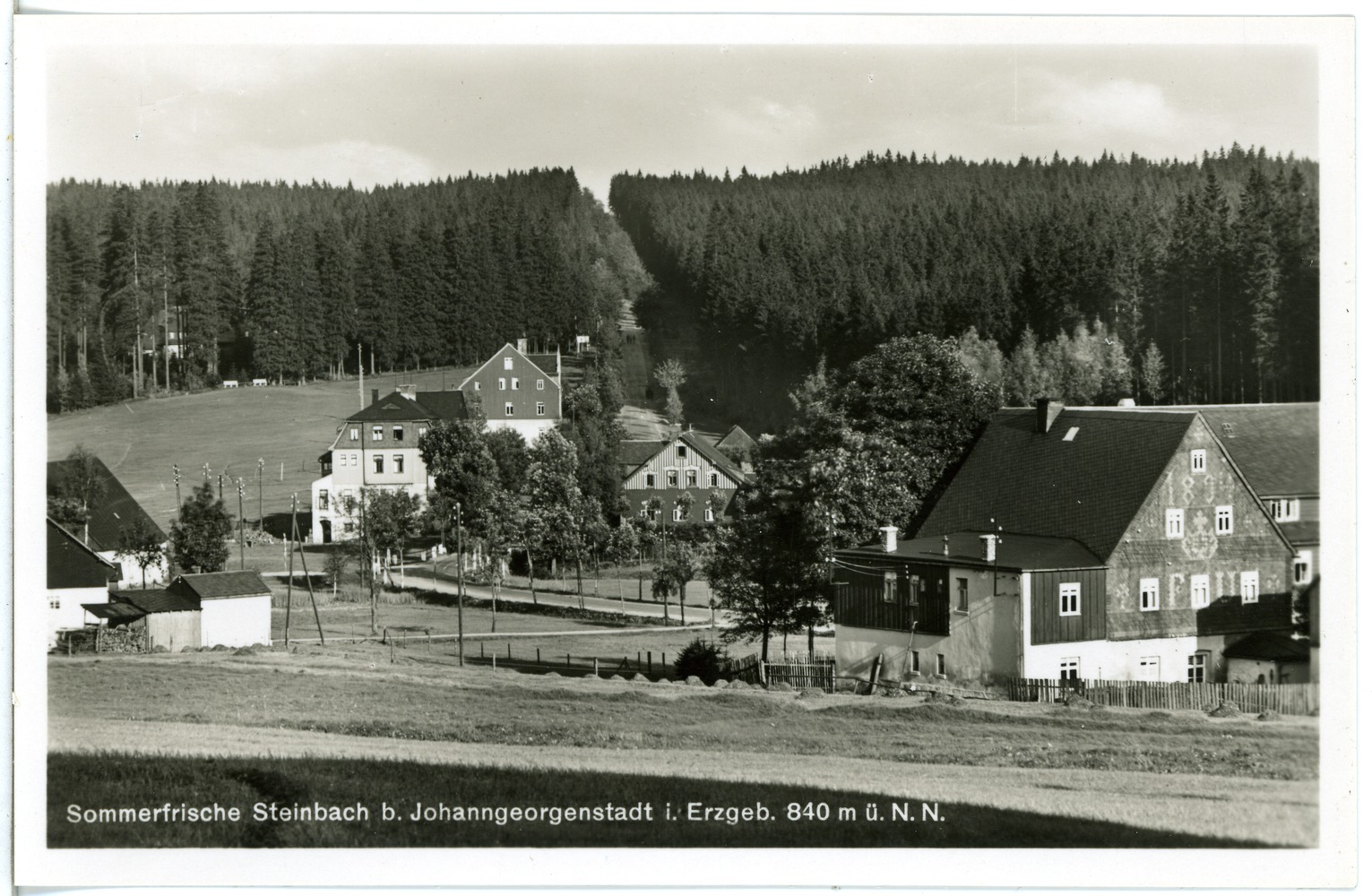
Steinbach (1933)

Steinbach ist ein Stadtteil der sächsischen Stadt Johanngeorgenstadt im Erzgebirgskreis im Erzgebirge.

## Geografische Lage

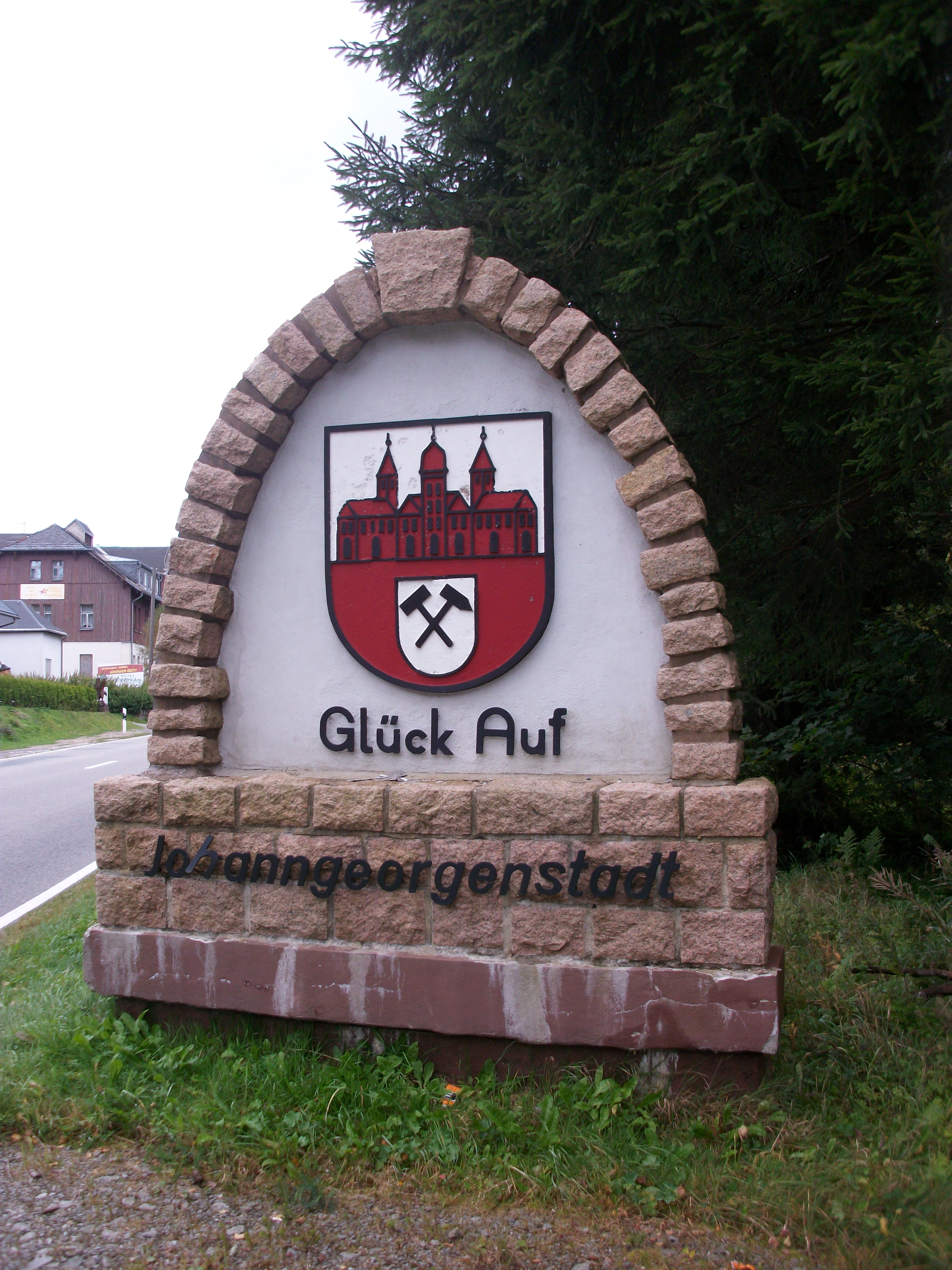
Steinbach, Schwibbogen am Ortseingang von Johanngeorgenstadt

Steinbach liegt von Wäldern umgeben unmittelbar an der Staatsstraße von Johanngeorgenstadt nach Eibenstock am Fuße des Auersberges im Steinbachtal. Zu erreichen ist Steinbach mit der Eisenbahn über Zwickau–Aue–Schwarzenberg–Johanngeorgenstadt und mit dem Kraftfahrzeug über die Staatsstraße 272 Schwarzenberg–Johanngeorgenstadt oder die genannte Staatsstraße von Eibenstock.

## Geschichte
Die Gründung des Ortes geht auf den Bergbau im 16. Jahrhundert zurück. Er wurde 1530 erstmals urkundlich erwähnt. Zu Steinbach gehören auch die Häuser von Sauschwemme mit einer Ausflugsgaststätte. Am 17. Dezember 1951 erfolgte die Eingemeindung von Steinbach nach Johanngeorgenstadt.
Ende Juli 2005 sorgte ein starker Sturm für enormen Windbruch in den Wäldern um Steinbach.

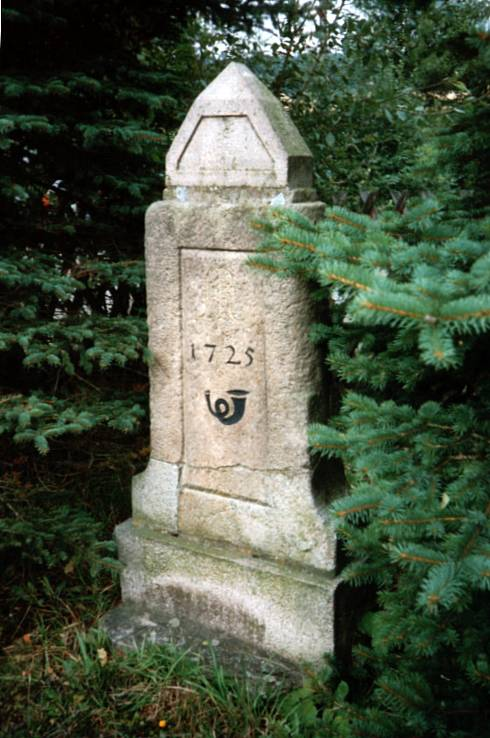
Viertelmeilenstein von 1725

## Bergbau und Erzverhüttung
Besonders Bekanntheit erlangte Steinbach früher durch seine Bedeutung für den Bergbau im oberen Erzgebirge, weil hier einige der wichtigsten Seiffenwerke im Kurfürstentum Sachsen lagen. Bekanntlich wurden in einem Seiffen- oder Waschwerk Erze nicht durch Stolln und Schächte abgebaut, meist sogar nicht einmal mit Schlägel und Eisen, sondern die Erze werden aus dem lockeren  erzhaltiges Gestein oder aus der erzhaltige Erde mit relativ wenig Aufwand herausgewaschen.
Durch Seiffenwerke wurden früher nicht nur Gold und Zinn gewonnen, denn als Nebenprodukte fanden sich auch Edel- oder Halbedelsteine, Wolfram, Kobalt usw. Vor allem diese Funde sorgten dafür, dass Steinbach und Umgebung auch Eintragungen in die sogenannten Venetianer- oder Walenbücher gefunden hat, mit denen noch im 18. Jahrhundert eifrig gehandelt wurde. Derartige Schatzbücher lockten viele Goldgräber in das obere Erzgebirge, denn als Seifner konnte sich eigentlich jede Person betätigen, wo sie wollte. Erst wenn man zwei bis drei Zentner Zinn gewonnen hatte, musste das Seiffenbergwerk beim Bergamt Johanngeorgenstadt (vor 1662 beim Bergamt Eibenstock) gemutet werden. Dann wurde in der Regel ein ausgemessener Bereich von 100 Lachter Länge und 50 Lachter Breite zugewiesen. Dies war dann die eigentliche Fundgrube mitsamt der oberen und unteren Maße.
In Steinbach und vor allem in der benachbarten Sauschwemme wurden vor allen Zinngraupen und -stein (Seiffenstein) gewonnen. Meist hatten sich mehrere Fundgrubenbesitzer mit ihren Seiffenwerken zusammengeschlossen, um die anfallenden Kosten zu teilen. Noch zu Beginn des 19. Jahrhunderts waren in Steinbach drei konsolidierte Seiffengebäude in Betrieb, die die Namen Die 600, die 700 und die 900 Lachter Seifen zu Steinbach trugen. Alle drei Seiffen wurden von einem einzigen Schichtmeister verwaltet.
Im 16. Jahrhundert gab es in Steinbach eine Zinnschmelzhütte, welche dem städtischen Rat in Eibenstock gehörte und von den Herren von Tettau als Besitzer der Herrschaft Schwarzenberg als Lehen ausgegeben worden ist. Sie wurde 1574 auf den Eibenstocker Neumarkt verlegt.
In seiner Eibenstocker Chronik erwähnt Johann Paul Oettel, in Steinbach habe es 1654 ein Hammerwerk mit einem Hochofen gegeben. Am 13. Februar 1629 war die Genehmigung für den Bau des Hochofen dem Hammerherrn Jeremias Siegel durch Kurfürst Johann Georg I. von Sachsen erteilt worden, wofür dieser seinen Hochofen in Schönheiderhammer stilllegte.  1680 war die Familie Siegel – Barbara (1655 bis 1669), Heinrich d. J. († 1671) und Wilhelm († 1682) –, der auch der Schönheider Hammer gehörte, Eigentümer des Steinbacher Hammers. Der Siegelsche Hochofen in Steinbach wurde in den Jahren 1679–1681 abgerissen.
Bekanntheit erlangte im Jahre 1737 Sebastian Unger, der einen Aquamarin in Größe von drei Lot an den sächsischen Hof nach Dresden lieferte und als Entschädigung von dort 10 Taler erhielt.
In die Ortschronik ging auch der Einschlag eines Meteoriten am 2. Juni 1694 ein, der in Verbindung mit einem Erdbeben und Gewitter in der Umgebung viel Schaden anrichtete.

In Schumanns Lexikon von Sachsen heißt es zu Beginn des 19. Jahrhunderts über Steinbach u. a.: 

„Merkwürdig ist der Ort in der Geschichte des obergebirgischen Bergbaues und am meisten dadurch, daß hier von jeher die wichtigsten Seifenwerke im Lande waren. Ein Seifenwerk (d.i. nach heutigem Deutsch, ein Waschwerk) baut nicht durch Stolln und Schacht, ja oft nicht einmal durch Fäustel und Feuer, son-dern gibt von Tage ein sogleich ein lockeres erzhaltiges Ge-stein, oder auch wohl eine erzhaltige Erde, und macht daher we-nig Aufwand; denn nach der leichten Gewinnung des Gesteins braucht es fast nur noch ausgewachen zu werden. Durch Seifen-werke gewinnt man nur Gold und Zinn, nebenbei aber oft ganz- und halbedle Steine, auch Wolfram, Markasit usw.; in Sachsen treibt man sie einzig auf Zinn und zwar jetzt nur noch in hie-siger und in Bockauer Gegend, da die Seifenwerke bei Seiffen in der Herrschaft Purschenstein erschöpft sind. Das edle Gestein sind bald Zinngraupen, bald Zinnstein, welcher hier Seifenstein heißt, und nicht selten die Hälfte an reinem Zinn gibt. Eigent-lich kann Jedermann seifen, wo er will; hat er aber 2-3 Zentner Zinn aus einem Werk ausgebracht, dann muß er muten, und das Feld wird ihm 100 Lachter lang und 50 Lachter breit zugemessen; dieses Feld gilt dann für eine Fundgrube samt oberer und unte-rer Maaße. Gewöhnlich werden aber mehrere Werke zusammenge-schlagen, und anjetzt sind hier 3 solche konsolidierte Gebäude, welche sich frei verbauen; sie heißen: die 600, die 700 und die 900 Lachter Seifen zu Steinbach; sie haben insgesamt nur einen Schichtmeister. - Ehedem war der Bergbau bei Steinbach, davon 1662 ein großer Theil vom Eybenstöcker ans Johann-Georgenstädter Bergamt abgegeben wurde, viel wichtiger, als jetzt, und es gab im Orte eine Zinnschmelzhütte, welche dem Eybenstöcker Rath gehörte, und (da im 16. Jahrh. noch kein Bergamt in Eybenst. war) von den Herrn v. Tettau, als Lehensherrn zu Schwarzenberg abhing. Als nun diese die Herrschaft an den Kurf. Au-gust verkauften, sollte auch die Steinbacher Hütte mit in den Kauf kommen, und sie bewilligten der Eibenstocker Kommun dafür 1500 fl., doch hat dieselbe nie das Geld, sondern zu einiger Entschädigung nur (1644) Erlassung gewisser Kirchenzinsen er-halten. - Unter andern Bergwerken wird von älteren Schriftstel-lern besonders die Sauschwemme am Rehhübel genannt, welche von 1643 bis 1671 an wahrer Ausbeute 17.147 Gülden gab, früher aber noch stärker gewesen zu sein scheint. Die älteste Zeche, deren die Eibenstocker Bergnachrichten erwähnen, die Bärenzeche am Auersberg, war 1501 in gutem Umtrieb. Im Jahr 1733 fand man auf 100 Lachter Seifen am Auersberge ein Goldkorn von 13 Aß, wel-ches man dem Könige August bei der Huldigung zu Freiberg über-reichjte. Im großen und kleinen Rudert (Gegend und Bach in der Nähe von Steinbach nach Sosa hin) finden sich Aquamarine und anderwärts viel halbedler Opal; 1737 lieferte Sebastian Unger aus den genannten 100 Lachter Seifen am Auersberg einen Aquama-rin von 3 Lot nach Dresden und erhielt dafür nur 10 Taler. - Jetzt liegen noch, außer den Werken am Rehhübel, von welchen oben gesprochen ist, in der Nähe von Steinbach: Goldzeche und Churhaus Sachsen Stolln am Auersberg, davon der sich frei ver-bauende Kux 50 Taler taxiert ist; 600, 700 und 900 Lachter Sei-fen, wo der Kux 40 Taler Taxe hat; die gewerkschaftlichen Zu-bußzechen am Auersberge, nämlich Eibenstocker Kommunstolln, Mi-chaelis mit Zubehör und Liese mit grüner Tanne; endlich die Ei-genlehnerzechen Margaretha-Stolln am Steinbach, 4 Brüder-Gesinnung eben da (eine Eisenzeche), Neujahr am jungen Auers-berge (ebenfalls auf Eisen) und Gottlob-Stolln am Auersberge. - Streits Karte ist in hiesiger Gegend sehr verzeichnet und wenig zu brauchen. - Am Steinbach findet sich auch ein Torflager, so wie an der nahen Sauschwemme. - Über das höchst sonderbare Me-teor, welches unterhalb des Ortes am 2. Juni 1694 viel Schaden anrichtete, sind die Chroniken aller umliegenden Srädte voll der wunderbarsten Erzählungen. Es war höchst wahrscheinlich ei-ne Wasserhose, verbunden mit Gewitter und nur die Folge oder ein Zubehör des Erdbebens, welches mehrere Felsen jener Gegend einstürzte und besonders aus neugeöffneten Erdlöchern dicke Wasserströme hervorbrechen ließ, welche, in Verbindung mit ei-nem gewaltigen Regen, in der Schneeberger, Kirchberger und Zwickauer Gegend erstaunlichen Schaden anrichteten. Jenes Meteor sah ein Bergmann zuletzt in einen Baumstock fahren und gleichsam zerfließen.“

## Gewerbe

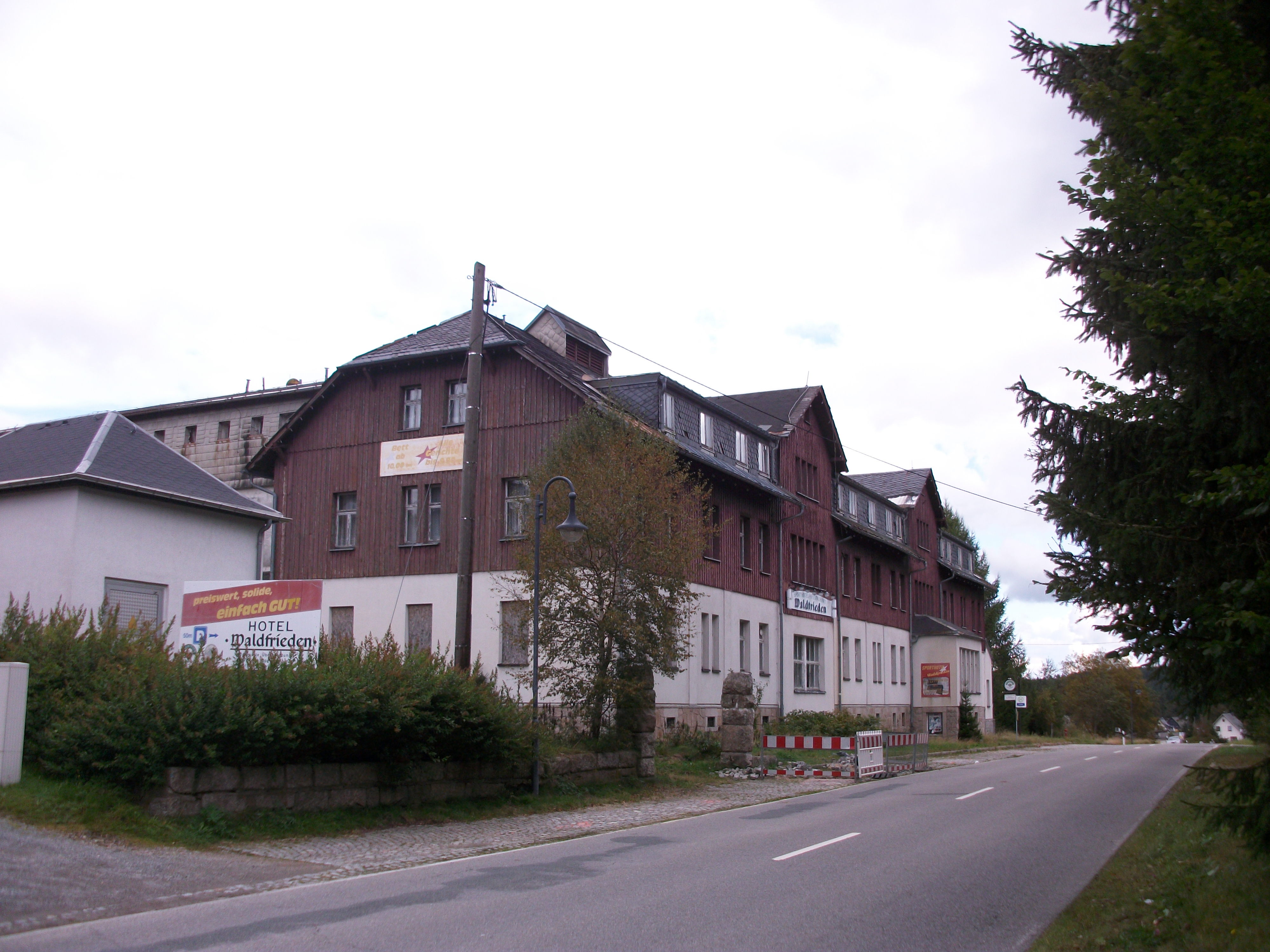
Ehemaliges Hotel Waldfrieden in Steinbach

Seit dem Rückgang des Bergbaus bildeten die Forstwirtschaft und der sich seit dem ausgehenden 19. Jahrhundert entwickelte Fremdenverkehr die beiden Haupteinnahmequellen für Steinbach. Der unweit der Straßenbrücke über den namensgebenden Bach gelegene Gasthof Steinbach war die älteste Schankwirtschaft und Beherbergungsstätte im Ort. Nachdem das Fachwerkgebäude zu Beginn des 20. Jahrhunderts abbrannte, wurde es durch einen mehrfach erweiterten Neubau ersetzt und heute als Pension & Gasthof Steinbach genutzt.
In den 1890er Jahren entstand am Ortsausgang in Richtung Sauschwemme das Hotel Waldfrieden, das nach mehreren Besitzerwechseln heute geschlossen ist. Als dritter Gastwirtschaftsbetrieb entstand in Steinbach der Gasthof Waldesruh.

## Sehenswürdigkeiten
Ausgeschilderte Wanderwege führen u. a. auf den Auersberg, in das Steinbachtal und zu den Riesenberger Häusern. Ein Grenzübergang an der Farbenleithe bei Jugel kann im Winter von Skiwanderern benutzt werden, um die tschechische Skimagistrale in Richtung Horní Blatná oder Jelení zu erreichen. Neben mehreren Privatvermietern befinden sich in Steinbach die Gasthäuser „Gasthof Steinbach“ und „Waldesruh“.
Sehenswert ist u. a. der kursächsische Viertelmeilenstein Nr. 55 der Poststraße von Leipzig nach Karlsbad aus dem Jahre 1725.

## Persönlichkeiten
- Emil Teubner (* 28. Februar 1877 in Steinbach; † 6. Juli 1958 in Aue), Holzschnitzer und Bildhauer